# Charlottenberg (Nadrenia-Palatynat)
Charlottenberg – miejscowość i gmina w Niemczech, w kraju związkowym Nadrenia-Palatynat, w powiecie Rhein-Lahn, wchodzi w skład gminy związkowej Diez.